# Kenichi Ohmae
Kenichi Ohmae (大前 研一 Ōmae Ken'ichi?,  nacido en 1943 en Kitakyushu, prefectura de Fukuoka, en la isla de Kyūshū, al sur de Japón) es un especialista en estrategia económica para empresas.

## Formación
Conocido con el sobrenombre de Mr. Strategy, hizo sus estudios en la Universidad de Waseda, pasó una maestría en el "Instituto Tecnológico de Tokio", y un doctorado en ingeniería nuclear en el "Instituto Tecnológico de Massachusetts" de Estados Unidos. Trabajó luego para Hitachi como ingeniero durante algunos años, antes de integrarse al equipo de "McKinsey & Company" como responsable de operaciones para el Japón. En ese puesto, se desempeñó como consultor-asesor para numerosas y variadas empresas.[¿cuál?] Su experiencia le llevó a especializarse en la formulación de estrategias creativas y en la concepción de esquemas de organización orientados tanto al sector público como al privado.
Se ha especializado en lo que da en llamarse "Economía Global".

## Trabajos
Se debe a Kenichi Ohmae la vulgarización del término « Tríada », entidad que reagrupa los tres polos económicamente más desarrollados del planeta.
Partidario de la mundialización, Kenichi Ohmae opina que el Estado-nación es obsoleto, pero que las grandes empresas deben forzosamente tener una estrategia global inscrita en las culturas locales y adaptadas a ellas.
Su asesoramiento y sus opiniones son apreciadas por las instituciones multinacionales y gubernamentales europeas y norteamericanas.[cita requerida] Ohmae desempeñó un rol esencial en la asistencia y asesoramiento a varios gobiernos asiáticos en relación con el desarrollo de estrategias regionales.[¿cuál?]
Ōmae es fundador de la reforma de Heisei, que tiene por finalidad promover y canalizar la reforma fundamental del Japón en relación con los sistemas político-administrativos. Asimismo, es también fundador y director general de Ohmae y Asociados, de Jasdic le Parc (una casa de desarrollo de software), de Every D.Com Inc (una plataforma de Internet), de Percée d’affaires (televisión por satélite interactivo orientada a negocios de gestión), y BJO @ work (formación de emprendedores e incubación de empresas).
Además es el decano de dos institutos privados de enseñanza en Tokio: Isshinjuku (política pública) y Attaquant (escuela de comercio), y también integra el Consejo de Administración de Graviton, de Square Co. Ltd, y de ACI (inversiones de capital). Por otra parte, también es profesor-consultante en la Universidad de Hitotsubashi, así como de SEI (estudios avanzados para la gestión) y de la Wharton Business School en la Universidad de Pensilvania.[cita requerida]

## Otros conceptos teorizados y definidos por Ohmae
Además de definir y difundir el término de Tríada, Kenichi Ohmae acuñó y caracterizó otros dos conceptos: (a) «Estructura social con forma de "M"» o «Sociedad con forma de "M"» (M-shape Society); (b) «Modelo de las tres "C"» (3C's Model).
El primero de estos términos hace referencia a una estructura social en la cual su estratificación socioeconómica (o sea, su repartición por quintiles en cuanto al nivel socioeconómico) se asemeja a la letra "M", o sea, una sociedad con una clase media muy reducida. Y por su parte, el modelo de las tres "C" hace referencia al triángulo estratégico "Corporación", "Clientes", "Competidores".

## Vida familiar
Kenichi Ohmae reside en Tokio con su esposa Jeannette y sus dos hijos.